# Секретин
Секретин је хормон дигестивног система који луче С ћелије дванаестопалачног црева, стимулише секрецију течности богатих бикарбонатима из панкреаса и јетре.